# Chris Jericho
Christopher Keith Irvine (* 9. listopadu 1970 v Manhasset, New York), lépe známý pod přezdívkou Chris Jericho, je americký profesionální wrestler působící ve společnosti AEW. Dále je také herec, rockový zpěvák a frontman skupiny Fozzy.

## Biografické informace
- Narozen: 9. listopadu 1970, Manhasset, USA
- Ring names: Chris Jericho, Y2J, Last Survivor, Corazón de León, Super Liger, Lionheart, The Ayatollah of Rock 'n' Rolla, The 61-Minute Man, The G.O.A.T.
- Váha: 103 kg
- Výška: 183 cm
- Podle storyline pochází z: Manhasset, USA
- debut: 2. říjen 1990 (v WWF/WWE 9. srpna 1999)
- trénován: Ed Langley, Stu Hart, Keith Hart
- člen rosteru: RAW
- Finishery: Lion Tamer,Codebreaker

## Dosažené tituly
- Šampion střední váhy – 6x (1x CRMW, 1x NWA, 4x WCW)
- Šampion těžké váhy – 2x (1x CRMW, 2x WWE,1x WWF, 1x WAR Junior)
- Šampion tag tým – 8x (1x CRMW /Lance Storm/, 2x WCWA /Lance Storm/, 4x WWE /Chris Benoit, The Rock, Christian, Big Show/, 1x WWA /El Dandy/, 1x WAR Junior /Gedo/)
- Světový televizní šampion 2x (1x ECW, 1x WCW)
- Evropský šampion 1x (1x WWE)
- WCW šampion 2x
- WWE šampion 1x
- Hardcore Champion 1x
- First Ever Undisputed Champion
- Šampion spojených států (1x)
- Interkontinentální šampion 9x (9x WWE)
- šampion Ninth Triple Crown – 1x (1x WWE)
- WCW TV Champion 1x
- ECW TV Champion 1x
- šampion Third Grand Slam – 1x (1x WWE)
- PWI nejnenáviděnější wrestler (2002/2008)
- PWI 4. místo mezi všemi wrestlery (2002)
- PWI 109. místo mezi všemi wrestlery (2003)
- PWI 2. místo mezi všemi wrestlery (2009)

## PWI 29. místo mezi všemi wrestlery (2008)
- PWI Feud roku se Shawnem Michaelsem (2008)
- PWI Comeback roku (2008)
- 2008 Slammy Awards wrestler roku
- 2008 WON Wrestler of the Year
- 2008 WON Feud of the Year (s Shawnem Michaelsem)
- 2008 WON Best on Interiviews
- 2008 WON Match of the Year (s Shawnem Michaelsem na No Mercy 2008)
- 2009 WON Tag Team of the Year (s Big Showem)

## Finishers a Signatures
- Finishers: Codebreaker, Liontamer.
- Signatures: Walls of Jericho, Lionsault.